# Ghettofest

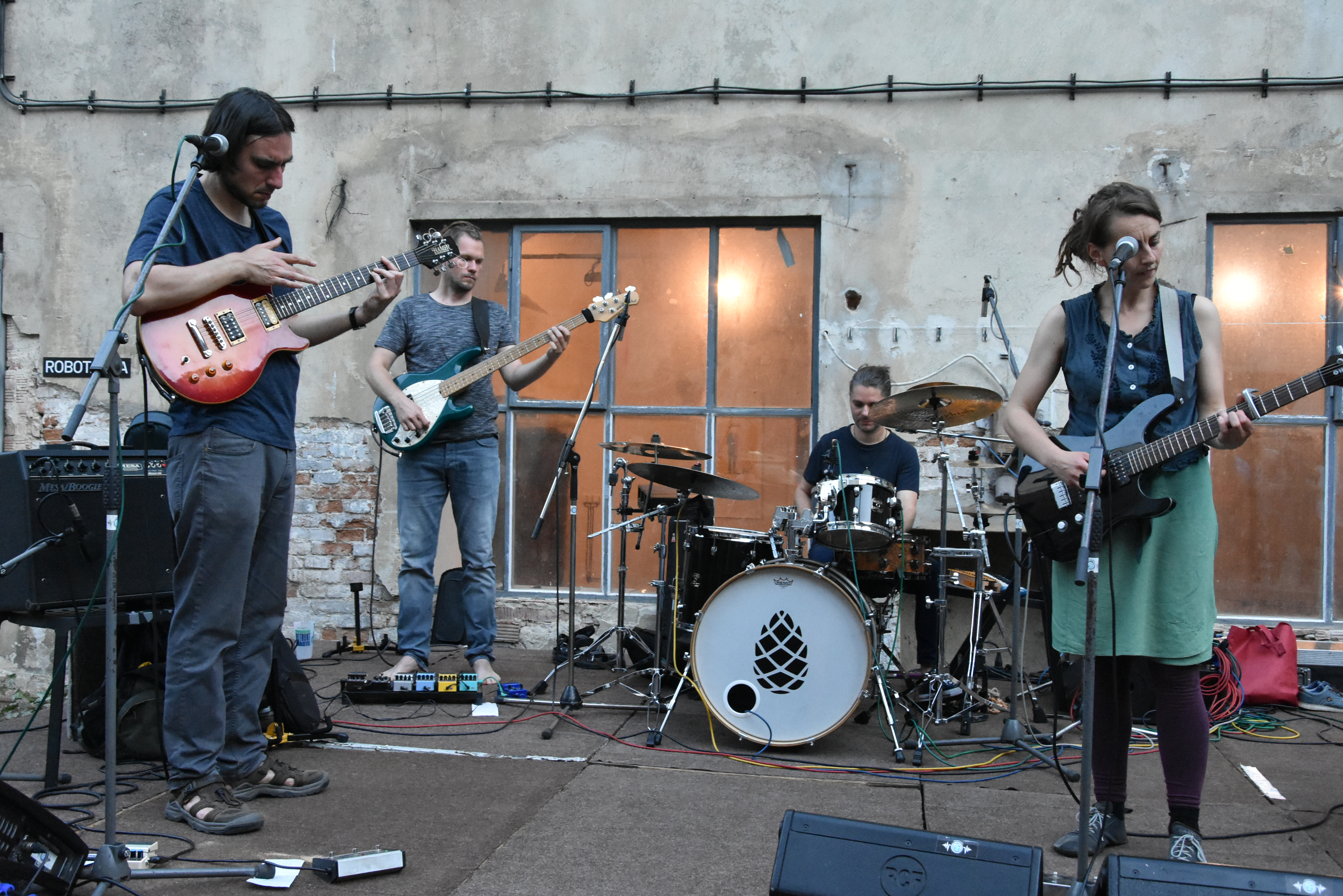
Skupina Budoár staré dámy při vystoupení na Ghettofestu 2020.

Ghettofest je brněnský pouliční festival, který se každoročně v červnu odehrává v ulicích tzv. „brněnského Bronxu“, tedy v okolí ulic Cejl a Bratislavská. První ročník proběhl v roce 2012. Festival zahrnuje hudební, taneční i divadelní představení, ale také např. výtvarné dílny, besedy, diskuse aj. Festival pořádá občanské sdružení Tripitaka.